# 니노시마섬
니노시마섬(일본어: 似島)은 세토 내해(瀬戸内海)의 히로시마만(広島湾)에 있는 일본의 섬이다. 행정구역상으로 히로시마현 히로시마시 미나미구 니노시마초에 속하며 시 영역의 최남단에 위치한다. 히로시마시에 속해 있는 섬으로서는 가장 크다. 섬의 북동쪽에는 최고점이 있는 아키노코후지산(安芸小富士, 278m)이 있다.
2006년 4월말 기준, 인구는 1,168명이며 가구수는 662세대이다.